# Eulachnesia cobaltina
Eulachnesia cobaltina là một loài bọ cánh cứng trong họ Cerambycidae.